# Mount Steele
Der Mount Steele ist ein 5073 m hoher Berg der Eliaskette im Yukon-Territorium in Kanada. Der Berg wurde 1900 von dem Landvermesser J. J. McArthur nach Col. S. B. Steele benannt, Chef der Northwest Mounted Police in Dawson im Jahr 1899.
Der Mount Steele befindet sich knapp 59 km nördlich des Mount Logan. Der Berg befindet sich in einem in SW-NO-Richtung verlaufenden Bergkamm. 11,6 km südwestlich befindet sich der höhere Mount Lucania (5240 m). Nördlich des Mount Steele strömt der Chitina-Gletscher in westlicher Richtung. Die Südflanke wird über Walsh-Gletscher und Logan-Gletscher ebenfalls zum Chitina River hin entwässert.

## Besteigungsgeschichte
Die Erstbesteigung des Gipfels gelang am 15. August 1935 Walter Wood, Harrison Wood, Hans Fuhrer und Joseph W. Fobes.